# Alfred Lindley
Alfred „Al“ Damon Lindley (* 20. Januar 1904 in Minneapolis; † 22. Februar 1951 in Paxton, Nebraska) war ein US-amerikanischer Ruderer.
Der 1,87 m große Lindley hatte auf der Phillips Andover Prep School mit dem Rudersport begonnen. Nach seinem Wechsel an die Yale University ruderte er drei Saisons im ersten Achter der Universität. 1924 war er Schlagmann des Yale-Achters, der für die Vereinigten Staaten bei den Olympischen Spielen 1924 in Paris startete. Im zweiten Vorlauf gewann die Crew vor den Booten aus Kanada und aus den Niederlanden. Im Finale traten als Vorlaufsieger neben den US-Amerikanern die Briten und die Italiener an, hinzu kamen die Kanadier als Sieger des Hoffnungslaufs. Im Ziel des Endlaufs hatten die US-Amerikaner wie im Vorlauf über 15 Sekunden Vorsprung auf die Kanadier, die Bronzemedaille erhielten die Italiener.
Lindley schloss 1925 sein Studium ab und arbeitete als Rechtsanwalt. 1951 starb er bei einem Flugzeugabsturz.